# 三堆镇
三堆镇，是中华人民共和国四川省广元市利州区下辖的一个乡镇级行政单位。

## 行政区划
三堆镇下辖以下地区：
魁阁路社区、宝珠社区、三堆镇街道社区、井田社区、三堆村、高桥村、金锋村、羊盘村、飞龙村、马口村、井田村、凉水村、白岩村、五朗村、渔洞村、飞凤村、顺江村、大花村、大高村、小河村、三星村、龙池村、午凤村和九龙村。